# Sipalay
Sipalay é um cidade de  quarta classe de renda da cidade (d) na província Negros Ocidental, nas Filipinas. De acordo com o censo de 1 de maio  de  2020 possui uma população de 72 448 pessoas e 16 858 domicílios.